# Растителна пепел
Растителна (дървесна) пепел е остатъчен материал (пепел), който се получава след изгарянето на дървесина, слама и други части от растения.
Количеството и химическият състав на растителната пепел зависи от вида дървесина и условията, при които е протекло горенето. По правило, колкото по-висока е била температурата на горене, толкова по-малко пепел се получава в резултат.
Растителната пепел основно се състои от калциев карбонат (от 25 до 45%), калий (под 10%) и фосфат (по-малко от 1%). Възможно е да има следи от елементи като желязо, манган, цинк, мед и някои тежки метали.
Традиционно растителната пепел се използва за наторяване на селскостопански земи, тъй като връща в почвата хранителни вещества, въпреки че не съдържа азот. Поради наличието на калциев карбонат тя действа, като повишава алкалността на почвата и нейния pH показател. От растителна пепел се прави луга (пепелива вода), която се използва за направата на сапуни.